# Anatexia

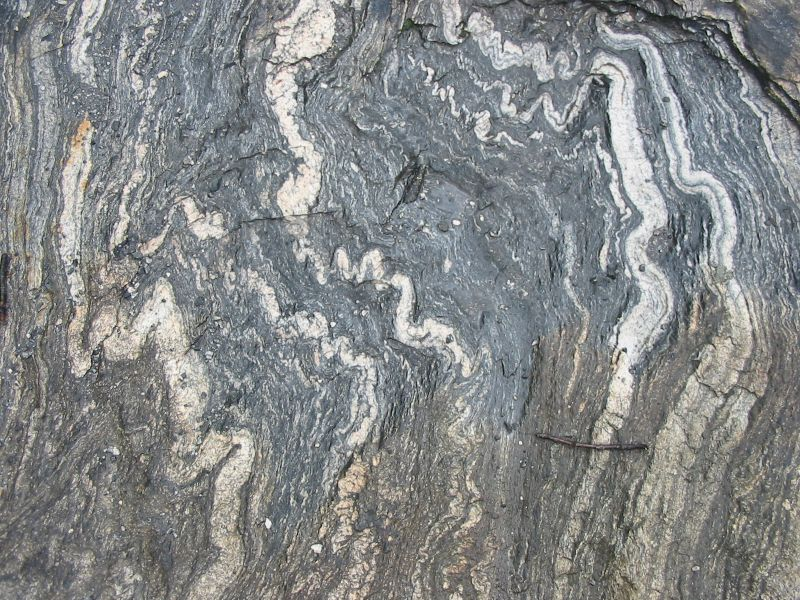
Migmatita fotografiada en Noruega.

Recibe el nombre de anatexia o anatexis la fusión diferencial de rocas bajo condiciones de ultrametamorfismo. Este proceso suele producirse a causa de un aumento de la temperatura en rocas de metamorfismo elevado, que puede originar la fusión parcial y total de esas rocas con la formación de magmas en condiciones de temperatura y presión no definidas. El punto de fusión de una roca no es fijo, sino que se realiza dentro de un intervalo más o menos amplio, el cual, no sólo depende del punto de fusión de las distintas especies mineralógicas, sino de las influencias mutuas, y si aquella se realiza en medio acuoso o no. Así, por ejemplo, una mezcla de cuarzo y feldespato, en proporción eutéctica (composición con punto de fusión mínimo) funde a una temperatura más baja que el cuarzo o el feldespato en estado puro. El otro factor que rebaja el punto de fusión es la presencia de agua a presiones elevadas. Así, en ciertas zonas de la corteza terrestre, puede haber rocas que posean una parte fundida y otra que aún conserva las características originales; la parte fundida tendrá la composición de los minerales menos refractarios. La fusión parcial de la roca recibe el nombre de anatexia selectiva. Cuando este proceso de fusión selectiva afecta a las rocas metamórficas (por ejemplo, al gneis) puede dar lugar a la formación de rocas de carácter mixto entre las ígneas y las metamórficas. Esto se produce cuando la masa fundida del gneis asciende y consolida en zonas más superficiales, dando lugar a la formación de una roca plutónica (granito). Alrededor de esta roca granítica se formará una aureola en donde se distinguirán dos zonas rocosas estructuralmente diferentes, una de características plutónicas (magmáticas) y otra debida a la roca residual (gneis). A estas aureolas de rocas mixtas se les denomina migmatitas.
Es de esperar que la fusión diferencial afecte primeramente a los minerales de bajo punto de fusión, como son el cuarzo y los feldespatos; si el proceso de fusión se interrumpiese, se formaría una migmatita, llamada venita, caracterizada por un agregado cuarzo-feldespático lenticular de color claro, incluido dentro de la masa rocosa no fundida de color más oscuro y formada por los minerales más refractarios. Esta roca debe diferenciarse de una estructuralmente similar, llamada arterita, pero cuyo origen es debido a la cristalización de los productos finales de una inyección magmática.